# Knapbusk
Knapbusk (Cephalanthus) er en lille slægt med 5-6 arter, hvoraf de fleste findes i Nordamerika, mens nogle enkelte har hjemme i Østasien. Det er buske eller træer med store, hele blade. Frugterne er kapsler med vingede frø. Her omtaled kun den ene art, som dyrkes i Danmark.
| Arter |

- Amerikansk Knapbusk (Cephalanthus occidentalis)